# Miny Dekkers
Wilhelmina (Miny) Dekkers (Hellendoorn, 30 december 1942 – Loenersloot, 26 oktober 2023) was een Nederlands accordeonist. Zij vervulde in de tweede helft van de 20e eeuw een pioniersfunctie in de acceptatie van accordeon in de Nederlandse klassieke muziekwereld.

## Biografie

### Jeugd
Miny Dekkers hoorde op jonge leeftijd voor het eerst een accordeon, toen vrienden van haar ouders er een meebrachten, en was meteen gefascineerd door het instrument. Ze werd in Hellendoorn lid van de door haar vader opgerichte Hellendoornse Accordeonvereniging en leerde spelen via klavarskribo. Enkele jaren later leerde ze alsnog het 'echte' notenschrift en werd ze een vaardige muzikant, die tijdens de concerten van de vereniging ook solo speelde.

### Studie
Na haar ulo-examen ging ze een jaar op een kantoor werken. Toen ze een keer in het Concertgebouw in Amsterdam een concert bezocht waarin de Ouverture Egmont werd uitgevoerd zoals hij bedoeld was (nl. voor symfonieorkest) realiseerde ze zich met een schok dat ze het werk alleen in een arrangement voor accordeonorkest kende. Ze vroeg zich af welke werken dan wél voor accordeon geschreven waren en besloot dat ze naar het conservatorium wilde om accordeon te gaan studeren. Ze vertrok rond haar 18e naar Amsterdam met het plan toelatingsexamen te gaan doen aan het Conservatorium van de Vereniging Muzieklyceum. In Amsterdam werkte ze als demonstrateur in het Naaimachinepaleis in de Ferdinand Bolstraat om geld te verdienen voor een studie. 
In 1964 werd ze aangenomen aan het conservatorium. Ze studeerde bij Arie Willems, de eerste conservatoriumdocent voor accordeon in Nederland. Directeur Everard van Royen regelde dat er een B-akte kwam voor accordeon en het einddiploma solospel. Daarvoor was het alleen mogelijk om een (lagere) A-akte te behalen. In 1972 behaalde Dekkers haar akte muziekonderwijs B, en in 1973 behaalde ze, als tweede accordeonist in Nederland (na Egbert Spelde), haar diploma solospel met onderscheiding.

### Werk
Na haar afstuderen begon Dekkers met het geven van lessen aan muziekscholen en het geven van (huis)concerten. Na verloop van tijd werd ze benoemd tot docent Accordeon aan de conservatoria van Rotterdam en Arnhem. Later volgden ook benoemingen in Utrecht en Zwolle. Ze organiseerde voor haar studenten uitwisselingsprogramma’s en masterclasses met conservatoria in onder andere Berlijn, Kopenhagen en Helsinki. Dekkers leidde een hele generatie accordeonisten op, waaronder namen als Jeroen Gulikers, Nihad Hrustanbegović, Evert van Amsterdam, Hans van Schuppen, Tim Fletcher en Bart Lelivelt. Samen met Astrid in 't Veld, een van haar eerste studenten, organiseerde ze in 1990 de eerste Internationale Accordeonweek in De IJsbreker. Op dit festival, dat in 1990 en 1995 plaatsvond, waren bekende binnen- en buitenlandse musici te horen, werden masterclasses gegeven en gingen nieuwe stukken in première.

#### Nieuwe composities
Dekkers was onvermoeibaar in haar pogingen om componisten van eigentijdse klassieke muziek te stimuleren om ook werken voor accordeon te gaan schrijven. Tot dan toe was de accordeon een instrument dat typisch geassocieerd werd met volksmuziek voor feesten en partijen. Als er klassieke muziek op accordeon werd gespeeld ging het voornamelijk om arrangementen van bijvoorbeeld pianomuziek. Oorspronkelijke klassieke muziek voor accordeon bestond er nauwelijks, afgezien van een enkel 19e-eeuws werk. Dekkers werkte al vroeg in haar loopbaan samen met componist en goede vriend Bernard van Beurden. In 1972 schreef hij voor haar Mini-muziek, het eerste werk voor accordeon solo in de geschiedenis van de Nederlandse hedendaagse klassieke muziek.
Het werk Modal Music voor solo accordeon, in 1979 geschreven door Ton de Leeuw in opdracht van Dekkers, betekende echter een doorbraak. Na dit voorbeeld van het boegbeeld van de Nederlandse eigentijdse muziek volgden op termijn vele bekende componisten zoals Jacques Bank, Jeff Hamburg, Alex Manassen, Daan Manneke, Chiel Meijering, Joep Straesser, Jacob ter Veldhuis en Ig Henneman. Het betekende evengoed nog "10 jaar zeuren" voor Dekkers voordat ook Tristan Keuris voor haar een werk schreef, dat in 1995 in première ging op de 2e Internationale Accordeonweek. Dankzij haar inspanningen en die van enkele andere pioniers elders in Europa (zoals Mogens Ellegaard en Friedrich Lips) werd de accordeon een gerespecteerd instrument op internationale concertpodia, waar het voordien zelden te horen was.

#### Podiumcarrière
Dekkers had een gevarieerde concertpraktijk. Ze gaf solorecitals en maakte kamermuziek in verschillende vaste ensembles. In 1983 richtte ze een trio op met mezzosopraan Marjanne Kweksilber en Evert le Mair (slagwerk). De eerste compositie voor deze bezetting was het Brommerlied van Jacques Bank, gevolgd door Recital van Daan Manneke. Nadat Henri Bok (basklarinet) zich bij het trio voegde kreeg het ensemble de naam DC + M2 (Duo Contemporain + Marjanne Kweksilber en Miny Dekkers). Jacob ter Veldhuis schreef Insonnia voor deze bezetting. In 1990 richtte ze trio Le Cheval op, samen met Marjanne Kweksilber en Taco Kooistra (cello). In 1992 volgde duo Novair, samen met Henri Bok.
Dekkers werkte daarnaast mee aan poppentheatervoorstellingen, straattheater van de Gebroeders Flint en voorstellingen op het theaterfestival Oerol. In 1986 was ze orkestlid in de kameropera Merg van Henk van der Meulen, op tekst van Judith Herzberg en in regie van Annemarie Prins. In seizoen 1987/1988 trad ze op tijdens de Keefmanlezing, een serie optredens van Ischa Meijer, met muzikale intermezzi door haar. In 1999 trad ze op met het Schönberg Ensembleo.l.v. Reinbert de Leeuw in Muziekcentrum Vredenburg en het Concertgebouw Amsterdam (o.a. Orchestrion-Straat, Mauricio Kagel). In 2002 trad ze op in het prestigieuze Carnegie Hall (New York) met het Koninklijk Concertgebouworkest o.l.v. Riccardo Chailly (met o.a. Kammermuziek op. 24 no. 1, Paul Hindemith en Kleine Dreigrosschen musik, Kurt Weill). Haar laatste optreden was in 2010 met de Radio Kamer Filharmonie o.l.v. Brad Lubman in een compositie van Gérard Pesson.

## Instrumenten
Dekkers bespeelde achtereenvolgens een Hohner Morino, Hohner Gola (die gesneuveld is tijdens een vliegreis), Guilietti en tot slot een Pigini Sirius Convertor.

## Werkenlijst
De volgende composities werden geschreven in opdracht van Dekkers, of aan haar opgedragen:
- 1972 Mini-muziek 2 en 3: voor solo of 3 accordeon(s), Bernard van Beurden
- 1975 Mini-concert, Bernard van Beurden
- 1978 Modal Music, accordeon solo, Ton de Leeuw
- 1983 Brommerlied (Moped song), voor stem, accordeon en slagwerk, Jacques Bank, tekst Fer Bank,
- 1984 Recital "How can we own the air", for soprano, accordion and percussion, Daan Manneke
- 1986 Insonnia: opus 34, for soprano, accordion, bass clarinet and percussion, Jacob ter Veldhuis, tekst Salvatore Quasimodo, opgedragen aan DC+M2
- 199? Landscape and clothes, Burkhardt Söll, voor duo Novair
- 199? Persuasion, Norman Symonds, voor duo Novair
- 1990/1994 Moordunkel: voor sopraan, basklarinet, accordeon en vibrafoon en synthesizer, Alex Manassen, tekst: Michael Ende, opgedragen aan Miny Dekkers
- 1991/1993 La Mutta, accordeon solo, Will Eisma, geschreven voor Miny Dekkers
- 1992 Night & day: for bass clarinet or bassoon and accordion, Jacob ter Veldhuis, voor duo Novair
- 1993 Decade, voor basklarinet en accordeon, Enrique Raxach, voor duo Novair
- 1993/1994 No pain no gain, voor accordeon en altsaxofoon, Chiel Meijering, opgedragen aan Henri Bok en Miny Dekkers
- 1994 Gran duo, voor basklarinet en accordeon, Joep Straesser, geschreven voor en opgedragen aan Duo Novair
- 1994 Hinter der Wand, voor mezzo-sopraan, cello en accordeon, Ig Henneman, voor ensemble Le Cheval
- 1995 Chamber Concerto: for accordion and ensemble, Tristan Keuris, opgedragen aan Miny Dekkers
- 1996 Light Waves, for two bayans, Sergey Berinsky, opgedragen aan Friedrich Lips en Miny Dekkers

## Discografie
- 1990 The Accordion in Contemporary Netherlands music, Miny Dekkers e.a. - BFO A-13
- 1995 CD Duo Novair, Miny Dekkers en Henry Bok - Globe Records 5138
- 2009 CD Complete Works, Tristan Keuris - Concert voor accordeon en instrumentaal ensemble, Miny Dekkers en de Radio Kamer Filharmonie o.l.v. Micha Hamel (opname uit 2006) - QL2009-02

## Prijzen
- 1974 Zilveren Vriendenkrans, Vereniging vrienden van het Concertgebouw
- 1998 CNM Prijs Nederlandse accordeonmuziek

## Privé
Ze is dochter van Jenneken Smits en Johan Willem Dekkers. Miny Dekkers was enkele jaren getrouwd. Na haar scheiding leerde ze op haar 36ste Frans Cirkel kennen. Hij was chef-kok in Bistro Klein Paardenburg in Ouderkerk aan de Amstel. Ze zijn 45 jaar samen geweest en waren 32 jaar getrouwd. Ze had een zoon uit een eerder huwelijk van Frans Cirkel.